# Attenhofen
Attenhofen er en kommune i Landkreis Kelheim i Regierungsbezirk Niederbayern i den tyske delstat Bayern. Den er en del af Verwaltungsgemeinschaft Mainburg.

## Geografi
Attenhofen ligger i Region Landshut.
I kommunen ligger ud over Attenhofen, landsbyerne Oberwangenbach, Pötzmes og Walkertshofen.

## Eksgterne henvisninger
- Wikimedia Commons har flere filer relateret til Attenhofen